# Roman Kreuziger (ur. 1965)
Roman Kreuziger (ur. 11 czerwca 1965 w Uničovie) – czeski kolarz przełajowy i szosowy reprezentujący Czechosłowację, dwukrotny medalista przełajowych mistrzostw świata.

## Kariera
Pierwszy sukces w karierze Roman Kreuziger osiągnął w 1983 roku, kiedy zdobył złoty medal w kategorii juniorów podczas przełajowych mistrzostw świata w Birmingham. Cztery lata później był trzeci w kategorii amatorów na mistrzostwach świata w Mladej Boleslav. W zawodach tych wyprzedzili go jedynie Mike Kluge z NRD oraz kolejny reprezentant Czechosłowacji, František Klouček. Startował także w kolarstwie szosowym, zajmując między innymi drugie miejsce w Rheinland-Pfalz Rundfahrt w 1988 roku, pierwsze w Ytong Bohemia Tour w 1990 roku, a rok później był najlepszy w klasyfikacji generalnej Österreich-Rundfahrt i Niederösterreich-Rundfahrt. Nigdy nie zdobył medalu na szosowych mistrzostwach świata.
Jego syn, Roman junior również został kolarzem.